# Cascades Ruacana
Les cascades Ruacana són un grup de cascades i ràpids formades pel riu Cunene a prop del poble de Ruacana, a la frontera entre Angola i Namíbia. La caiguda principal és de 120 m d'altura i uns 700 m d'ample a la temporada de pluges. El complex constitueix una de les caigudes d'aigua més grans d'Àfrica, en cabal i amplada.
Aigües amunt es va construir la presa de Ruacana, que juntament amb la presa de Calueque, situada a uns 40 km aigües amunt, alimenta una central hidroelèctrica construïda per la República de Sud-àfrica en la dècada del 1970 i un sistema d'aducció d'aigua que serveix al nord de Namíbia.

## Valor econòmic
A sota de les cascades hi ha instal·lades dues centrals hidroelèctriques, una d'elles construïda en la dècada del 1970 i actualment el centre de generació elèctrica més gran de Namíbia. La capacitat instal·lada de la central hidroelèctrica de Ruacana és de 240 MW.
Les cascades només ofereixen la seva aparença majestuosa durant la temporada de pluges, però encara el seu espectacular espectacle converteix el lloc en una destinació turística molt popular.